# Thor-Leif Strindberg
Stig Thor-Leif Strindberg, använde före 1980 namnet Thor-Leif Dahnielson, född 8 maj 1949 i Mariehamn, Åland, är en svensk översättare, målare och författare. Han har studerat vid Famous Artists School i Nederländerna 1975–1979 men är i övrigt autodidakt som konstnär. Han har även drivit reklambyrå i Nässjö under en tioårsperiod.
Som översättare ägnade han sig under perioden 1974-1983 huvudsakligen åt underhållningslitteratur för B Wahlströms Bokförlag. Därefter har han uteslutande arbetat för Reader's Digest AB som fast anlitad översättare för tidskriften Reader's Digest och Det Bästas bokval (ett 40-tal romaner). Han har även översatt fem större faktaböcker för Reader's Digest.

## Översättningar (urval)
- George Adamski: Mot nya horisonter (Flying saucers farewell) (Waldia, 1974)
- Louis Masterson: Kane rensar stan (Slavenes kyst) (B. Wahlström, 1976)
- Rex Gordon: Nödlandning på Mars (First on Mars) (B. Wahlström, 1977)
- Donald S. Sanford: Slaget om Midway (Midway) (B. Wahlström, 1980)
- Upptäck Amazonas (översatt tillsammans med Pär Svensson, Det bästa, 1995)
- Stora boken om örter (Reader's Digest, 2011)